# Постолка (река)
Постолка — река в России, протекает в Удмуртии. Правый приток Ижа.

## География
Длина реки составляет 58 км, площадь водосборного бассейна — 503 км². Исток в лесах на Можгинской возвышенности на крайнем востоке Увинского района. Общее направление течения — юго-восточное.
От истока сразу попадает в Завьяловский район, здесь на реке расположены село Постол, ниже него — деревни Постол и Средний Постол. Далее течёт по Малопургинскому району. На берегу расположена деревня Иваново-Самарское, ниже справа впадает приток Сюзяшурка. На левом берегу посёлок Курчумский, на правом — деревня Курчум-Норья и посёлок Постольский. По левому берегу село Пугачево. Впадает в Иж в 135 км от его устья, в селе Яган.
В низовьях реку пересекают автодорога М7 и железная дорога Агрыз — Ижевск.
Основные притоки (от устья):
- лв: Искалшур
- пр: Курчумка
- пр: Кечурка
- лв: Якшурка
- 27 км пр: Сюзяшурка (дл. 22 км)
- пр: Женвайка
- пр: Якшурка

## Данные водного реестра
По данным государственного водного реестра России относится к Камскому бассейновому округу, водохозяйственный участок реки — Иж от истока до устья, речной подбассейн реки — бассейны притоков Камы до впадения Белой. Речной бассейн реки — Кама.
Код объекта в государственном водном реестре — 10010101212111100027200.